# Piletocera flavidiscalis
Piletocera flavidiscalis là một loài bướm đêm trong họ Crambidae.